# Salvador Torres Garriga
Salvador Torres Garriga (Barcelona, 1911 - Barcelona, 1964) va ser un director de fotografia, segon operador y foto fixa d'un bon nombre de produccions cinematogràfiques espanyoles entre 1941 y 1964. Va ocupar el càrrec de secretari de redacció de la revista Popular Film. També va forma part com a tresorer de la primera junta de la Agrupación Cinematográfica española, fundada el 1932 amb Mateo Santos com a president. Fidel reflex del sistema de meritoriatge que imperava en el seu moment va començar en la professió com a foto fixa per passar a ocupar el lloc de segon operador fins a arribar a director de fotografia.

## Filmografia

### Com a director de fotografia
- Noches del universo (Miquel Iglesias i Bonns, 1964)
- El mujeriego (Francisco Pérez-Dolz, 1963)
- José María (Josep Maria Forn, 1963)
- Viento del sur (José María Elorrieta, 1963)
- Senda torcida (Antonio Santillán, 1963)
- Los farsantes (Mario Camus, 1963)
- Trampa mortal (Antonio Santillán, 1962)
- Dos años de vacaciones (Emilio Gómez Muriel, 1962)
- Superspettacoli nel mondo (José María Nunes i Roberto Bianchi, 1962)
- El amor de los amores (Juan de Orduña, 1961)
- La cuarta ventana (Juli Coll, 1961)
- Cuidado con las personas formales (Agustín Navarro, 1961)
- Carta a una mujer (Miquel Iglesias i Bonns, 1961)
- Un taxi para Tobrouk (Denys de la Patellière, 1961)
- El puente de la ilusión (José Luis Pérez de Rozas, 1960)
- Gaudí (José María Argemí, 1960)
- El traje de oro (Juli Coll, 1959)
- Cristina (José María Argemí, 1959)
- Diego Corrientes (Antonio Isasi-Isasmendi, 1959)
- El ángel está en la cumbre (Jesús Pascual, 1959)
- Un vaso de whisky (Juli Coll, 1958)
- Cita imposible (Antonio Santillán, 1958)
- La frontera del miedo (Pedro Lazaga, 1957)
- Distrito quinto (Juli Coll, 1957)
- Un tesoro en el cielo (Miquel Iglesias i Bonns, 1956)
- La cárcel de cristal (Juli Coll, 1956)
- El frente infinito (Pedro Lazaga, 1956)
- Torrepartida (Pedro Lazaga, 1956)
- Yo maté (Josep Maria Forn, 1955)
- La vida es maravillosa (Pedro Lazaga, 1955)
- Nunca es demasiado tarde (Juli Coll, 1955)
- El cerco (Miquel Iglesias i Bonns, 1955)
- El guardián del paraíso (Arturo Ruiz Castillo, 1955)
- Los ases buscan la paz (Arturo Ruiz Castillo, 1954)
- Sucedió en mi aldea (Antonio Santillán, 1954)
- Once pares de botas (Francesc Rovira-Beleta, 1954)
- Misión extravagante (Ricardo Gascón, 1953)
- Pasaporte para un ángel (Órdenes secretas) (Javier Setó, 1953)
- ¿Milagro en la ciudad? (Juan Xiol, 1953)
- Hay un camino a la derecha (Francesc Rovira-Beleta, 1953)
- Em-Nar, la ciudad de fuego (José G. Ubieta, 1951)
- Catalina de Inglaterra (Arturo Ruiz Castillo, 1951)
- Rostro al mar (exteriors) (Carlos Serrano de Osma, 1951)
- Cita con mi viejo corazón (Ferruccio Cerio, 1948)
- Vida en sombras (Llorenç Llobet-Gràcia, 1948)
- Campo Bravo (Pedro Lazaga, 1948)
- Embrujo (Carlos Serrano de Osma, 1948)
- La muralla feliz (Enrique Herreros, 1947)
- La sirena negra (Carlos Serrano de Osma, 1947)

### Com a foto fixa
- Es peligroso asomarse al exterior (Alejandro Ulloa, 1945)
- Estaba escrito (Alejandro Ulloa, 1945)
- La chica del gato (Ramon Quadreny, 1943)
- Mi enemigo y yo (Ramon Quadreny, 1943)
- El difunto es un vivo (Ignasi F. Iquino, 1941)